# Respect Yourself (Joe Cocker)
Respect Yourself è un album di Joe Cocker. Il CD, è stato distribuito nel 2002, edito da EMI Records.

## Tracce
1. You Can't Have My Heart (John Shanks, Tonio K, C.J. Vanston) – 4:01
2. Love Not War (Barbara Griffin, Tom Snow) – 4:00
3. You Took It So Hard (Shanks, Tonio K, Vanston) – 4:27
4. Never Tear Us Apart (Andrew Farriss, Michael Hutchence) – 4:03
5. This Is Your Life (Shelly Peiken, Shanks) – 4:34
6. Respect Yourself (Luther Ingram, Mark Rice) – 5:14
7. I'm Listening Now (Shanks, Tonio K) – 5:01
8. Leave a Light On (Peiken, Shanks, Vanston) – 4:34
9. It's Only Love (Peiken, Shanks) – 3:55
10. Every Time It Rains (Randy Newman) – 3:34
11. Midnight Without You (Chris Botti, Paul Buchanan, Paul Joseph Moore) – 5:08

## Formazione
- Joe Cocker - voce
- John Shanks - chitarra, cori
- Paul Bushnell - basso
- Kenny Aronoff - batteria
- Tim Pierce - chitarra
- Patrick Warren - tastiera, sintetizzatore, pianoforte, organo Hammond
- Rusty Anderson - chitarra
- C.J. Vanston - organo Hammond
- Lenny Castro - percussioni
- Chris Tedesco - tromba
- William Churchville - tromba
- Nick Lane - trombone
- Bruce Eskovitz - sax
- Julia Waters, Maxine Waters, C.C. White, Lucy Woodward - cori

Note aggiuntive
- John Shanks - produttore